# Luigi Omodei (1607-1685)

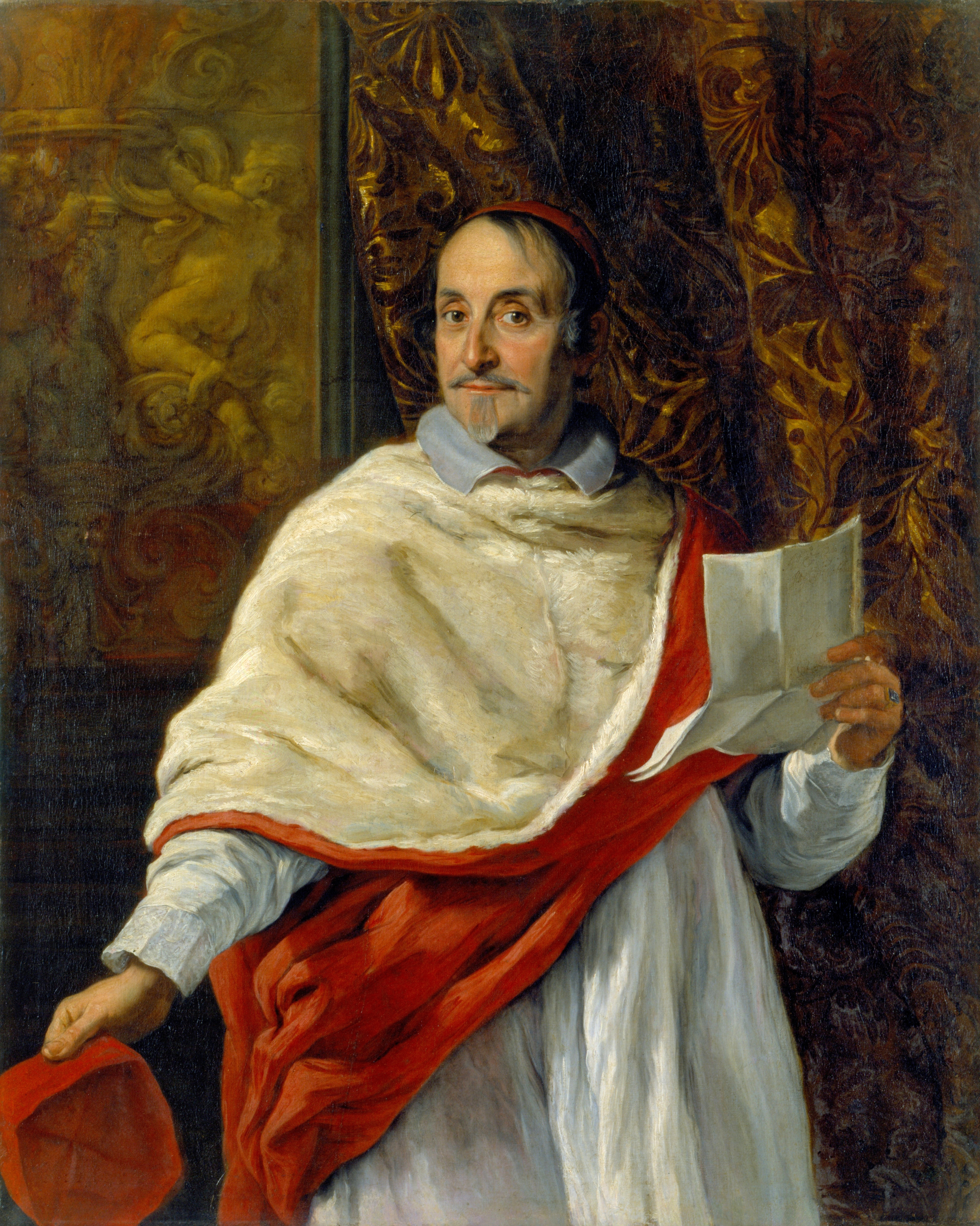
Retrato del cardenal Omodei, por Giovanni Battista Gaulli.

Luigi Alessandro Omodei (1607-26 de abril de 1685) fue un cardenal italiano de la Iglesia católica.

## Biografía
Nació en 1607, en Milán. Era hijo de Carlo Omodei, el marqués de Piovera, y de su esposa Beatrice Lurani. Su sobrino, también llamado Luigi Omodei, fue también un cardenal.

## Carrera eclasiática
Omodei ocupó varios cargos en la curia Romana, en particular, el del Comisionado General de los Estados Pontificios bajo pontificado del papa Inocencio X. Más tarde se convirtió en un cardenal 19 de febrero de 1652 y general del Ejército papal durante la Segunda Guerra de Castro.
Participó en el cónclave de 1655, donde se ha elegido como papa a Fabio Chigi, quien tomó el nombre de Alejandro VII. También ha participado en los cónclaves de 1667 y 1669. Falleció el 26 de abril de 1685. Su cuerpo fue expuesto a la veneración pública y luego enterrado en la iglesia romana de San Carlos al corso que tanto había favorecido en su vida, bajo el relicario que contiene el corazón de San Carlos Borromeo.